# نيلة أرجوانية
نيلة أرجوانية (الاسم العلمي: Indigofera purpurea) هو نوع من النباتات يتبع جنس النيلة من الفصيلة البقولية.